# Robertson County (Texas)
Das Robertson County ist ein County im Bundesstaat Texas der Vereinigten Staaten. Das U.S. Census Bureau hat bei der Volkszählung 2020 eine Einwohnerzahl von 16.757 ermittelt. Der Sitz der County-Verwaltung (County Seat) befindet sich in Franklin.

## Geographie
Das County liegt im mittleren Osten von Texas und hat eine Fläche von 2242 Quadratkilometern, wovon 29 Quadratkilometer Wasserfläche sind. Es grenzt im Uhrzeigersinn an folgende Countys: Limestone County, Leon County, Brazos County, Burleson County, Milam County und Falls County.

## Geschichte
Robertson County wurde 1837 aus Teilen des Bexar County, Milam County und Nacogdoches County gebildet. Benannt wurde es nach Sterling Clack Robertson, einem frühen Siedler, Gründer einer Kolonie in Texas und Unterzeichner der texanischen Unabhängigkeitserklärung.

## Demografische Daten

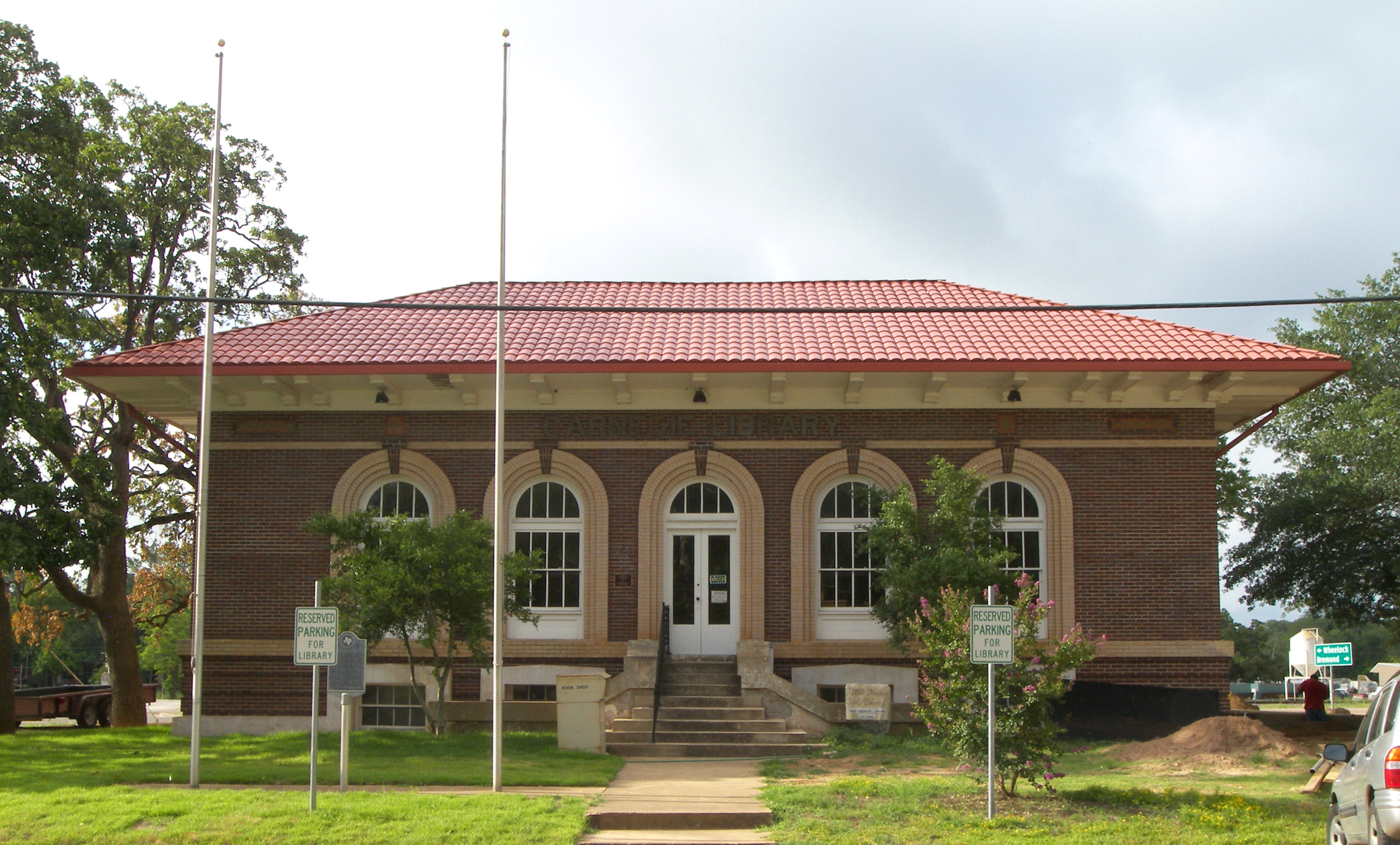
Franklin Carnegie Library (2010). Diese Bibliothek wird seit November 2005 im NRHP geführt.

Nach der Volkszählung im Jahr 2000 lebten im Robertson County 16.000 Menschen in 6.179 Haushalten und 4.356 Familien. Die Bevölkerungsdichte betrug 7 Einwohner pro Quadratkilometer. Ethnisch betrachtet setzte sich die Bevölkerung zusammen aus 66,20 Prozent Weißen, 24,19 Prozent Afroamerikanern, 0,42 Prozent amerikanischen Ureinwohnern, 0,16 Prozent Asiaten, 0,05 Prozent Bewohnern aus dem pazifischen Inselraum und 7,17 Prozent aus anderen ethnischen Gruppen; 1,79 Prozent stammten von zwei oder mehr Ethnien ab. 14,74 Prozent der Einwohner waren spanischer oder lateinamerikanischer Abstammung.
Von den 6.179 Haushalten hatten 32,0 Prozent Kinder oder Jugendliche, die mit ihnen zusammen lebten. 51,1 Prozent waren verheiratete, zusammenlebende Paare 15,5 Prozent waren allein erziehende Mütter und 29,5 Prozent waren keine Familien. 26,9 Prozent waren Singlehaushalte und in 14,5 Prozent lebten Menschen im Alter von 65 Jahren oder darüber. Die durchschnittliche Haushaltsgröße betrug 2,55 und die durchschnittliche Familiengröße betrug 3,09 Personen.
28,2 Prozent der Bevölkerung war unter 18 Jahre alt, 7,5 Prozent zwischen 18 und 24, 24,2 Prozent zwischen 25 und 44, 23,1 Prozent zwischen 45 und 64 und 17,0 Prozent waren 65 Jahre alt oder älter. Das Durchschnittsalter betrug 38 Jahre. Auf 100 weibliche Personen kamen 91 männliche Personen und auf 100 Frauen im Alter von 18 Jahren oder darüber kamen 87,7 Männer.

Das jährliche Durchschnittseinkommen eines Haushalts betrug 28.886 USD, das Durchschnittseinkommen einer Familie betrug 35.590 USD. Männer hatten ein Durchschnittseinkommen von 30.795 USD, Frauen 21.529 USD. Das Prokopfeinkommen betrug 14.714 USD. 17,3 Prozent der Familien und 20,6 Prozent der Einwohner lebten unterhalb der Armutsgrenze.

## Kultur und Sehenswürdigkeiten

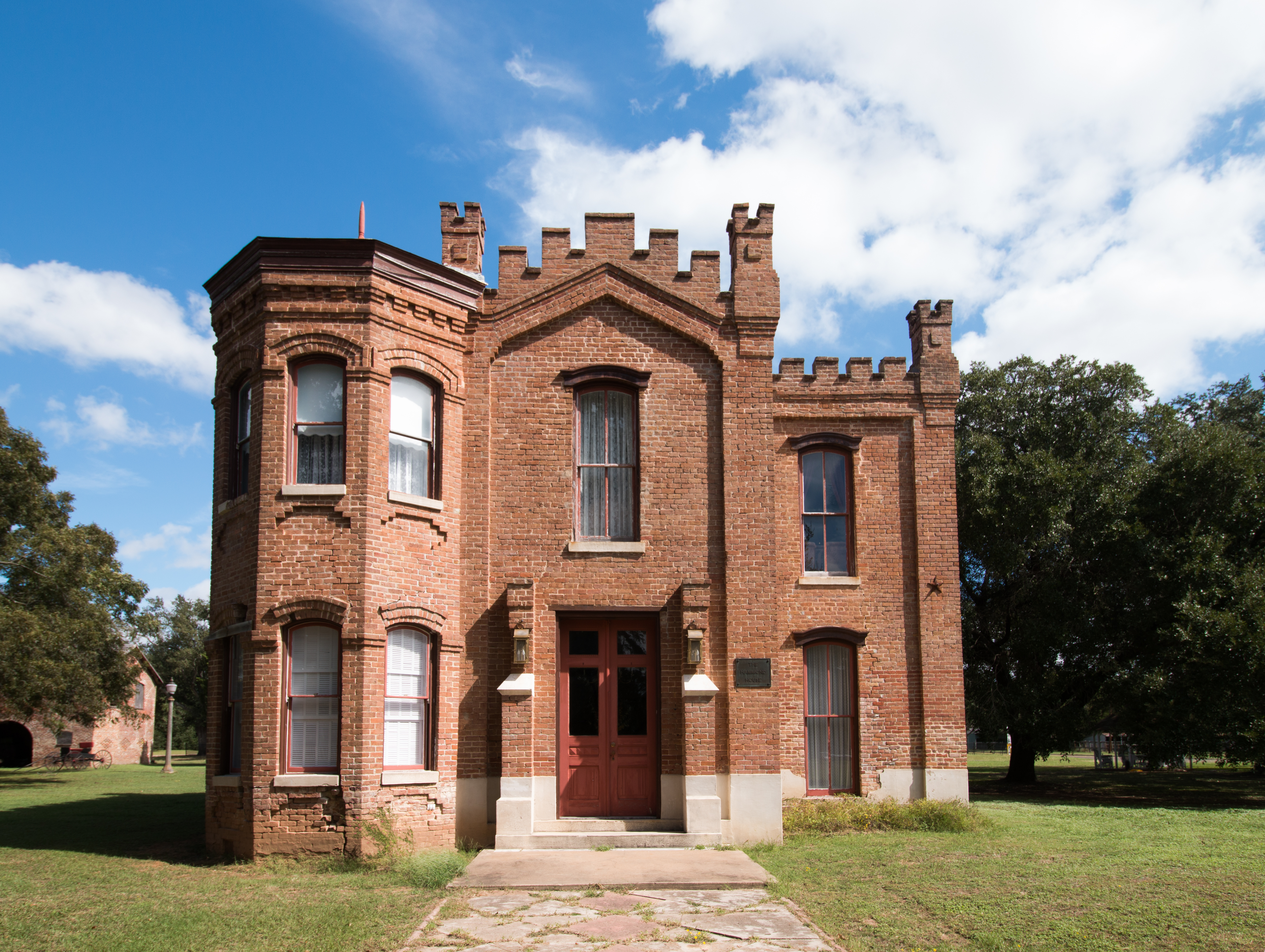
Hammond House (2016). Dieses Haus ist seit Oktober 1970 im NRHP eingetragen.

Ein historischer Bezirk (Historic District) und vier Bauwerke des Countys sind im National Register of Historic Places („Nationales Verzeichnis historischer Orte“; NRHP) eingetragen (Stand 3. Dezember 2021), darunter das Robertson County Courthouse and Jail, der Calvert Historic District und das Hammond House.

## Orte im County
- Astin
- Bald Prairie
- Benchley
- Bremond
- Calvert
- Easterly
- Eaton
- Elliot
- Franklin
- Hammond
- Headsville
- Hearne
- Marvin
- Mumford
- Nesbitt
- New Baden
- Owensville
- Petteway
- Ridge
- Rye
- Salter
- Seale
- Seger
- Sutton
- Tidwell Prairie
- Valley Junction
- Wheelock